# 朴映宣
朴 映宣（パク・ヨンソン、박영선、1960年1月22日 - ）は、大韓民国の政治家、アナウンサー。同国大手テレビ局である文化放送（MBC）アンカー出身。2019年4月8日より2021年1月20日まで文在寅政権で中小ベンチャー企業部長官を務め、2021年4月7日に執行されるソウル特別市長選挙に立候補したが、落選した。第17〜20代国会議員（4期）。本貫は潘南朴氏。
2011年に野党第1党であった民主党の政策委議長（2011年5月～12月）を務めたのを皮切りに、民主統合党、新政治民主連合と歴代の中道左派政党において党の要職を歴任している（詳細は経歴部を参照）。

## 来歴
1960年1月22日生まれで慶尚南道昌寧郡出身。首都女子高等学校、慶熙大学校を経て、1982年にMBCに入社した。ロサンゼルス特派員や報道局国際部次長、経済部長を務めた後、2004年4月に行われた第17代総選挙にて開かれたウリ党から立候補して当選を果たし、政界入りした。国会では運営委員会委員、財政経済委員会委員を、ウリ党ではスポークスマンや党議長秘書室長を務めた。2008年4月の第18代総選挙では比例区から地域区に鞍替えして再選、法制司法委員会委員や情報委員会委員を務めた他、党政策委員会の主席副議長を務めた。2011年5月の中央党職者改編で、女性では初の政策委員会議長に就任した。
2011年ソウル市長補欠選挙（呉世勲ソウル市長の辞職を理由として10月末に実施される選挙）候補を決定するため9月25日に行われた党内予備選挙において、世論調査と党員投票のいずれでも1位となり、民主党のソウル市長候補に選出された。この結果、10月3日に行われる全野党陣営ソウル市長統合候補単一化選挙にて、市民候補の朴元淳弁護士やチェ・キュヨプ民主労働党候補と野党統一候補の座を争うこととなった。一般市民による投票では51％以上の得票を得て優位に立ったものの、世論調査とテレビ討論で朴元淳に大差をつけられ、3つの結果を総合した評価割合にて52％以上の支持を得た朴元淳に敗れた。
2011年12月、民主党と市民統合党及び韓国労働組合総連盟が合同して発足した民主統合党の指導部を決める選挙に出馬、26日の予備選挙で本選候補の一人に選出された。党員・市民選挙人団投票と2012年1月15日の全党大会で行われた代議員投票の結果、韓明淑と文盛瑾に次ぐ3位となり最高委員に選出された。しかし、2012年4月に予定されている第19代総選挙における旧態依然とした候補者公薦結果が国民の失望を招いたとして、3月21日に党最高委員の職を辞することを表明した。
第19代総選挙で3選を果たした後の第19代国会では女性では初めてとなる法制司法委員会の委員長に就任。総選挙後の6月に発足した李海瓚代表を中心とする党指導部が総辞退した事に因り、2013年5月に行われた全党大会党指導部選挙では有力候補の一人と目されていたが、2月に不出馬を宣言した。
2014年5月、新政治民主連合（同年3月に民主党と新政治連合が合同して結成された政党。略称「新政治連合」）の新しい院内代表を決める選挙に出馬、決選投票にて国会議員128名中69名の支持を得て当選を果たした。同年7月31日、前日30日の国会議員再補選で新政治連合が惨敗して金ハンギル・安哲秀共同代表以下、党指導部が総退陣したことを受け、代表職務代行に就任した。続く8月4日の議員総会で非常対策委員長（臨時党首）に選出され、再補選で惨敗した党の立て直しに取り組むことになった。
しかし、セウォル号特別法制定をめぐる与党・セヌリ党との交渉過程で遺族や党の意思が充分に反映されなかったこと、後任の非常対策委員長に2012年大統領選挙で朴槿恵大統領の選挙対策委員を務めた大学教授を起用する意向を示したことに党内の一部から強い反発と委員長辞任を求める声が挙がった。これに反発した朴映宣は委員長辞任と離党を示唆する事態になったが、重鎮議員などの要求を受け入れる形で離党の意向については撤回し、委員長は辞任する意向を示した。院内代表については後任の非常対策委員が選出されたことや、セウォル号特別法制定について与野党合意が成立したことを受け、10月2日に辞任した。
2019年4月8日、国会にて聴聞会の報告書が採択されないまま、文在寅大統領が任命を強行し中小ベンチャー企業部長官に就任した。
2021年1月20日には統一補欠選挙のソウル特別市長選挙へ立候補するため中小ベンチャー企業部長官を辞任すると表明し、同日中に行われた内閣改造で退任した。同年3月1日、党内で行われた候補者選出の選挙で禹相虎を破り、共に民主党の候補者に選出された。
ソウル市長選が迫る中、国際弁護士である夫が日本で活動するための住居として所有していた東京・赤坂のマンションが、実際には直近8年間は賃貸にしていたことが発覚し大問題となった。また、夫は東京のマンションに加えて、日本企業の日本航空（JAL）の株式にも投資しており、日本車を保有している。野党・国民の力の議員からは「3000ウォン（約290円）の日本製の缶ビールを飲んで、1万ウォン（約960円）の日本ブランドのTシャツを着ると親日だという与党の市長候補者が東京に靖国神社ビューのマンションを所有しているなんて、それこそ土着倭寇（日本に協力した親日そのもの）ではないか」と猛攻撃された。市長選挙では得票率39.18％にとどまり、57.50％を獲得した呉世勲に敗れた。

## 経歴
- 生年月日：1960年1月22日
- 出身地：慶尚南道昌寧郡
- 学歴
  - 1978年：首都女子高等学校卒
  - 1982年：慶熙大学校地理学学士
  - 1999年：西江大学校言論大学院修士
- 経歴
  - 1982以前：韓国放送公社（KBS）アナウンサー
  - 1982年：MBC入社
  - 1983年：MBC報道局記者、アンカー
  - 1995年～1997年：MBCロサンゼルス特派員
  - 1998年：MBC報道局国際部次長
  - 2000年～2002年：慶熙大学校言論情報大學院兼任教授
  - 2003年：MBC報道局経済部部長
  - 2004年4月：第17代総選挙。開かれたウリ党から比例代表候補として立候補、当選。
  - 2004年：開かれたウリ党選挙対策委員会スポークスマン、開かれたウリ党広報部代表、国会運営委員会委員。
  - 2004年～2008年：第17代国会議員（開かれたウリ党→大統合民主新党→統合民主党）
  - 2004年～2009年：国会財政経済委員会委員
  - 2005年～2009年：国会女性委員会委員
  - 2005年：開かれたウリ党議長秘書室長
  - 2007年：開かれたウリ党院内副代表
  - 2008年4月：第18代総選挙。統合民主党九老区乙選挙区候補として立候補、再選。
  - 2008年4月：統合民主党最高委員
  - 2008年～2012年：第18代国会議員（統合民主党→民主党→民主統合党）。法制司法委員会委員、情報委員会幹事。
  - 2008年～2009年：民主党政策委員会首席副議長
  - 2009年～：韓日議員連盟社会文化本科副委員長（現）
  - 2009年～：民主党FTA（自由貿易協定）対策特別委員会委員長
  - 2009年～：国会韓米議員外交協議会会員（現）
  - 2009年～：国会韓国フランス親善協会副会長（現）
  - 2009年～：国会韓国コスタリカ親善協会理事（現）
  - 2010年：国会法制司法委員会幹事（現）
  - 2010年：国会情報委員会委員（現）
  - 2010年：国会司法改革特別委員会委員
  - 2010年：国会天安号特別委員会委員
  - 2010年：国務総理候補金台鎬人事聴聞特別委員会
  - 2010年：民主党民間人査察特別委員会委員長（現）
  - 2011年5月23日～12月16日：民主党政策委議長
  - 2012年1月15日～3月21日：民主統合党最高委員
  - 2012年4月：第19代総選挙。民主統合党候補として九老区乙から立候補、3選。
  - 2012年～2016年：第19代国会議員（民主統合党→民主党→新政治民主連合→共に民主党）。
  - 2012年～：法制司法委員会委員長（前半期）
  - 2014年5月8日～10月2日：新政治民主連合院内代表
  - 2014年8月4日～9月18日：新政治民主連合非常対策委員会委員長
  - 2016年4月：第20代総選挙。主候補として九老区乙から立候補、4選。
  - 2016年～2020年：第20代国会議員（共に民主党）。
  - 2019年4月8日～2021年1月20日：中小ベンチャー企業部長官

出典：ネイバー人物検索、朴映宣ホームページプロフィール。